# Zijboordmotor

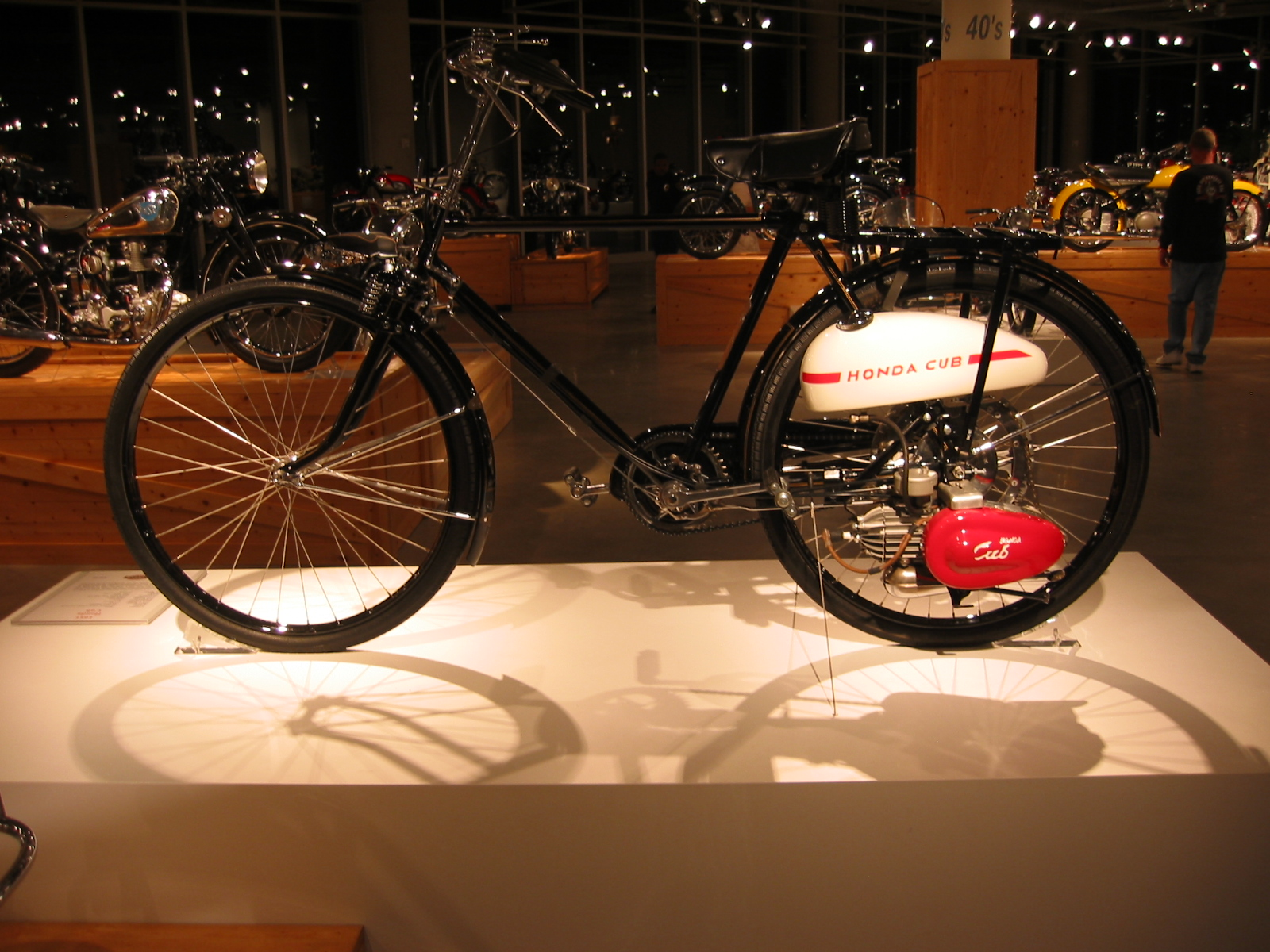
Zijboordmotor op een Honda Cub uit 1953

Een zijboordmotor is een hulpmotor die naast het voor- of achterwiel van een fiets gemonteerd wordt.